# Eastern Hockey League
Con Eastern Hockey League si possono intendere tre diverse leghe professionistiche minori di hockey su ghiaccio che hanno operato negli Stati Uniti d'America con alcune brevi interruzioni dal 1933 al 1981.

## Eastern Amateur Hockey League (1933-1953)
La lega fu fondata nel 1933 con il nome di Eastern Amateur Hockey League (EAHL). Essa nacque su iniziativa di Thomas Lockhart, che ne fu anche commissario dal 1937 al 1972. Lockhart, il quale gestiva una piccola lega cittadina di hockey presso il Madison Square Garden di New York garantiva alle squadre interessate la possibilità di usare la pista in cambio dell'iscrizione alla EAHL.
La EAHL operò nei periodi 1933-1948 e 1949-1953. Le formazioni fondatrici della lega furono sette, tuttavia per alcune stagioni risultarono iscritte solo quattro squadre. Dopo un'interruzione nella stagione 1948-49 la EAHL ritornò regolarmente per il campionato 1949-50 con otto formazioni al via. La lega fu interrotta nuovamente nella stagione 1953-54.

### Squadre
- Atlantic City Seagulls (1933-42 e 1947-52)
- Baltimore Clippers (1945-50)
- Baltimore Orioles/Blades (1933-42 e 1944-45)
- Boston Olympics (1940-52)
- Bronx Tigers (1933-34 e 1937-38)
- Cleveland Knights (1949-50)
- Grand Rapids Rockets (1949-50)
- Hershey Bears (1933-38)
- Hershey Cubs (1938-39)
- Johnstown Bluebirds (1941-42)
- Johnstown Jets (1950-53)
- Milwaukee Clarks (1949-50)
- New Haven Crescents/Brooklyn Crescents (1943-44)
- New Haven Nutmegs (1952-53)

- New Haven Tomahawks (1951-52)
- New York Athletic Club (1933-34)
- New York-Hamilton Crescents (1933-35)
- New York Rovers (1935-52)
- Philadelphia Falcons (1942-46 e 1951-52)
- Pittsburgh Yellow Jackets (1935-37)
- Riverdale Skeeters (1939-42)
- St. Nicholas Hockey Club (1933-34)
- Springfield Indians (1951-53)
- Toledo Buckeyes (1949-50)
- Troy Uncle Sam Trojans (1952-53)
- U.S. Coast Guard Cutters (1942-43)
- Washington Eagles (1939-42)
- Washington Lions (1944-47 e 1951-53)

### Albo d'oro
- 1933-34: Baltimore Orioles
- 1934-35: New York-Hamilton Crescents
- 1935-36: Baltimore Orioles
- 1936-37: Atlantic City Sea Gulls
- 1937-38: Atlantic City Sea Gulls
- 1938-39:  New York Rovers
- 1939-40: Baltimore Orioles
- 1940-41: Atlantic City Sea Gulls
- 1941-42:  New York Rovers
- 1942-43: U.S. Coast Guard Cutters

- 1943-44:  Boston Olympics
- 1944-45:  Boston Olympics
- 1945-46:  Boston Olympics
- 1946-47:  Boston Olympics
- 1947-48:  Baltimore Clippers
- 1948-49: stagione non disputata
- 1949-50:  New York Rovers
- 1950-51: Atlantic City Sea Gulls
- 1951-52:  Johnstown Jets
- 1952-53:  Johnstown Jets

## Eastern Hockey League (1954-1973)
La lega ripartì in occasione della stagione 1954-55 dopo aver cambiato il proprio nome in Eastern Hockey League.
La Eastern Hockey League si disputò regolarmente dal 1954 fino al 1973. All'inizio vi erano solo cinque squadra ma con il passare degli anni il numero delle partecipanti crebbe fino a rendere necessaria la creazione in due divisioni nella stagione 1959-60. Il massimo di sempre fu raggiunto in occasione della stagione 1967-68, quando presero parte alla EHL dodici squadre raggruppate in due gironi. Nell'ultimo campionato giocato invece le dodici formazioni erano divise in tre gruppi.
La EHL si sciolse nel 1973 in seguito alla separazione fra squadre del nord e del sud; le prime istituirono la North American Hockey League, mentre le seconde andarono a creare la Southern Hockey League.

### Squadre
- Baltimore Clippers (1954-56)
- Cape Codders (1972-73)
- Charlotte Checkers (1956-73)
- Clinton Comets (1954-73)
- Greensboro Generals (1959-73)
- Jacksonville Rockets (1964-72)
- Jersey Devils (1964-73)
- Jersey Larks (1960-61)
- Johnstown Jets (1955-73)
- Knoxville Knights (1961-68)
- Long Island Ducks (1961-73)
- Nashville Dixie Flyers (1962-71)

- New England Blades (1972-73)
- New Haven Blades (1954-72)
- New York Rovers (1959-61 e 1964-65)
- Phil. Ramblers (1955-64)
- Rhode Island Eagles (1972-73)
- Roanoke Valley Rebels (1970-73)
- Suncoast Suns (1971-73)
- Salem Rebels (1967-71)
- Syracuse Blazers (1967-73)
- Washington Lions (1954-57)
- Washington Presidents (1957-60)
- Worcester Warriors (1954-55)

### Albo d'oro
- 1954-55:  New Haven Blades
- 1955-56:  New Haven Blades
- 1956-57:  Charlotte Checkers
- 1957-58:  Washington Presidents
- 1958-59:  Clinton Comets
- 1959-60:  Johnstown Jets
- 1960-61:  Johnstown Jets
- 1961-62:  Johnstown Jets
- 1962-63:  Greensboro Generals
- 1963-64:  Clinton Comets

- 1964-65:  Long Island Ducks
- 1965-66:  Nashville Dixie Flyers
- 1966-67:  Nashville Dixie Flyers
- 1967-68:  Clinton Comets
- 1968-69:  Clinton Comets
- 1969-70:  Clinton Comets
- 1970-71:  Charlotte Checkers
- 1971-72:  Charlotte Checkers
- 1972-73:  Syracuse Blazers

## Eastern Hockey League (1978-1981)
Un anno dopo la chiusura della NAHL e della SHL nacque la Northeastern Hockey League, campionato rinominato dopo un anno Eastern Hockey League in onore della vecchia lega di cui conservava gran parte del territorio.
La lega non ebbe tuttavia il successo sperato da parte dei suoi creatori e per questo motivo dopo sole tre stagioni nel luglio del 1981 si decise di interrompere le attività.
Due formazioni emigrarono verso l'Atlantic Coast Hockey League, mentre i campioni in carica degli Erie Blades si trasferirono nell'American Hockey League.

### Squadre
- Baltimore Clippers (1979-81)
- Erie Blades (1978-81)
- Hampton Aces (1978-81)
- Johnstown Red Wings (1978-80)
- Cape Cod Freedoms (1978-79)
- Richmond Rifles (1979-81)
- Salem Raiders (1980-81)
- Syracuse Hornets (1980-81)
- Utica Mohawks (1978-80)

### Albo d'oro
- 1978-79:  Erie Blades
- 1979-80:  Erie Blades
- 1980-81:  Erie Blades